# Дело Романа Захарова
Дело Романа Захарова (в оригинальных документах англ. Case of Roman Zakharov v. Russia «Роман Захаров против России») — судебное дело, рассматривавшееся в 2015 году в Европейском суде по правам человека, в котором участвовали Роман Захаров и Российская Федерация.
Суд постановил, что российские правовые положения, регулирующие наблюдение за средствами связи, не обеспечивают адекватных гарантий против произвола или злоупотреблений, и поэтому нарушают статью 8 Европейской конвенции по правам человека (право на неприкосновенность частной жизни).

## Дело
В декабре 2003 года журналист Роман Захаров обратился в Василеостровский районный суд Санкт-Петербурга против трех операторов мобильной связи (Мегафон, ТЕЛЕ2 и Билайн) с жалобой на прослушивание своих телефонных переговоров. Через 2 года жалоба была отклонена на том основании, что заявитель не предоставил доказательств, подтверждающих нарушения его прав на конфиденциальность переговоров. В результате в 2006 году Захаров подал жалобу в ЕСПЧ. Он полагался на статью 8 (право на неприкосновенность частной жизни), утверждая, что российский национальный закон разрешает службам безопасности перехватывать посредством технических средств сообщения любого лица без предварительного разрешения суда. Он далее полагался на Статью 13 (право на эффективное средство правовой защиты), жалуясь, что у него нет эффективных средств правовой защиты на национальном уровне, чтобы оспаривать это законодательство.

## Вердикт
Вердикт Страсбургского суда был оглашен 4 декабря 2015 года. В решении Большой палаты ЕСПЧ говорится, что Роман Захаров имеет право обратиться в суд с жалобой на то, что является жертвой нарушения Европейской конвенции, хотя при этом не может доказать, что его телефонные переговоры действительно прослушивались. ЕСПЧ также пришел к выводу о правомочности исследования на соответствие Европейской конвенции российского законодательства в целом, а не его применение в конкретном деле истца. Поэтому заявитель, говорится в решении ЕСПЧ, «не был обязан доказывать не только факт прослушивания его телефонных переговоров, но даже и существование риска такого прослушивания».
- Надзор за средствами связи разрешен для широкого круга уголовных преступлений, и власти имеют «почти неограниченную степень свободы» в этом вопросе;
- Надзор не ограничивается лицами, подозреваемыми в совершении преступлений;
- Критерии для начала, прекращения и масштабов наблюдения четко не определены;
- Отсутствуют надежные механизмы надзора и эффективные средства правовой защиты, в основном:
  - Регистрация прослушивания запрещена законодательством Российской Федерации;
  - Контроль за прослушиванием судей и прокуроров ограничен, не включает проверки на предмет необходимости и обоснования и не является открытым для общественного контроля;
  - Отсутствие требования о том, чтобы уведомить субъекта о прекращении наблюдения, подрывает эффективность любых доступных средств правовой защиты

Хотя в российском законодательстве, как правило, предусматривалось предварительное судебное разрешение надзора за сообщениями, Суд пришел к выводу, что на практике это можно обойти. Он также отметил, что в ходе разбирательства указывается на существование произвольной и оскорбительной практики слежения.
Таким образом, российская система СОРМ была признана несовместимой с требованиями статьи 8 Конвенции о защите прав человека и основных свобод. Суд постановил, что существование оспариваемого законодательства равносильно вмешательству в права Захарова.

## Последствия
В тот же день Государственная дума приняла закон, разрешающий Конституционному суду РФ принимать решение не исполнять приказы международного суда, если есть «неопределённость» в вопросе соответствия такого приказа Конституции РФ.
Комментаторы отметили решение, поскольку заявитель смог оспорить нормативную базу наблюдения без необходимости доказывать, что за ним шпионили. Вместо этого суд рассмотрел непосредственно законодательство и его применение на практике.
Дело было опубликовано в блоге Press Oxford University Press в списке «Лучшие десять событий в международном праве» в 2015 году.